# Полімоне
Полімоне (пол. Polimonie) — село в Польщі, у гміні Рутка-Тартак Сувальського повіту Підляського воєводства.
Населення — 41 особа (2011).
У 1975-1998 роках село належало до Сувальського воєводства.

## Демографія
Демографічна структура станом на 31 березня 2011 року:
|          | Загалом | Допрацездатний вік | Працездатний вік | Постпрацездатний вік |
| -------- | ------- | ------------------ | ---------------- | -------------------- |
| Чоловіки | 20      | 4                  | 12               | 4                    |
| Жінки    | 21      | 0                  | 12               | 9                    |
| Разом    | 41      | 4                  | 24               | 13                   |